# Distretto di Gerger
Il distretto di Gerger (in turco Gerger ilçesi) è uno dei distretti della provincia di Adıyaman, in Turchia.